# Mohammad Hossein Mohammadian
Mohammad Hossein Askari Mohammadian (in persiano محمدحسین محمدیان‎; Sari, 19 agosto 1992) è un lottatore iraniano, specializzato nella lotta libera.

## Biografia
Ha vinto la medaglia d'oro ai campionati asiatici di Doha 2015 nel torneo dei -97 kg, perdendo in finale contro il kirghiso Magomed Musaev.
Ha rappresentato l'Iran ai Giochi olimpici estivi di Tokyo 2020, dove si è classificato al quinto posto della categoria dei 97 kg, dove è stato eliminato agli ottavi dal georgiano Elizbar Odikadze.

## Palmarès
| Anno | Manifestazione           | Sede       | Evento | Risultato | Note |
| ---- | ------------------------ | ---------- | ------ | --------- | ---- |
| 2013 | Universiadi              | Kazan'     | 84 kg  | Bronzo    |      |
| 2014 | Mondiali                 | Tashkent   | 86 kg  | Bronzo    |      |
| 2015 | Campionati asiatici      | Doha       | 97 kg  | Oro       |      |
| 2019 | Giochi mondiali militari | Wuhan      | 97 kg  | Oro       |      |
| 2021 | Giochi olimpici          | Tokyo      | 97 kg  | 13º       |      |
| 2022 | Campionati asiatici      | Ulan Bator | 97 kg  | Oro       |      |

## Altre competizioni internazionali
2011
- 4º nei 74 kg alla Coppa del Mondo junior ( Plauen)

2013
- 24º nei 84 kg all'Ali Aliev Tournament ( Machačkala)

2014
- Bronzo nei 86 kg al Waclaw Ziolkowski Memorial ( Varsavia)
- 17º nei 86 kg all'Ali Aliev Tournament ( Machačkala)

2015
- Bronzo nei 97 kg al Waclaw Ziolkowski Memorial ( Varsavia)
- Oro nei 97 kg al Stepan Sargsyan Tournament ( Vanadzor)
- Oro nei 97 kg alla Coppa del Mondo ( Los Angeles)
- Argento nei 97 kg al Grand Prix of Paris ( Parigi)

2019
- Oro nel Campionato del mondo a squadre ( Bazar-e Bozorg)

2021
- Oro nei 97 kg nel Torneo Matteo Pellicone ( Roma)
- Oro nei 97 kg nel Torneo asiatico di qualificazione olimpica ( Almaty)
- Oro nei 97 kg al RS - Waclaw Ziolkowski Memorial ( Varsavia)